# 阿格德大會
阿格德会议是经西哥特国王阿拉里克二世许可，于506年9月在西哥特王国塞普蒂马尼亚地区纳博讷以东地中海沿岸的阿加莎或阿格德举行的地区会议。 
会议由Caesarius of Arles.主教主持。共有35位主教出席：
- Caesarius of Arles
- Cyprianus of Bordeaux
- Clarus of Elusa
- Tetradius of Bourges
- Heraclianus of Toulouse
- Sophronius of Agde
- Sedatus of Nîmes
- Quintianus of Rodez
- Sabinus of Albi
- Boëtius of Cahors
- Gratianus of Aix
- Nicetius of Aux
- Suavis of Comminges
- Galactorius of Benarnum (Lescar)
- Gratus of Oloron
- Vigilius of Lectoure
- Maternus of Lodève
- Petrus de Palatio
- Glycerius of Couserans
- Chronopius of Périgueux
- Probatius of Uzès
- Agroecius of Antibes
- Marcellus of Senez
- Pentadius of Digne
- Caprario of Narbonne‡
- Victorinus of Fréjus‡
- Aprus of Tarbes‡
- Euphrasius of Auvergne‡
- Julianus of Avignon‡
- Sextilius of Bazas‡
- Marcellus of Apt‡
- Pappolo‡
- Leonicus of Châlons-sur-Saône‡‡
- Verus of Tours‡‡

‡ represented by a priest.

‡‡ represented by a deacon.
阿格德大公会议颁布了47条关于教会纪律的教规。总的来说，它的教规揭示了历史上塞普蒂马尼亚地区神职人员和俗人在从罗马纳博高卢行省的罗马社会秩序向西哥特移民的社会秩序转变之初的道德状况。它们对于研究某些早期教会机构也具有一定的重要性。
它的第七条教规禁止神职人员出售或转让他们赖以谋生的教会财产，这似乎是后来的圣职制度的最早迹象。在教规九中，大公会议裁定，如果已婚执事或神父希望恢复婚姻关系，则应剥夺他们所有的教会尊严和职位；然而，那些不知道这一禁令的人如果将来弃权，则可以保留其职位。在《十佳能》中，神职人员被禁止拜访与他没有亲属关系的妇女，并且只能在他的家里接待他的母亲、姐妹、女儿或侄女。主教不得任命未满二十五岁的人为执事。为了被任命为牧师或主教，一个人必须年满三十岁。如果一个年轻的已婚男子希望出家，他需要得到他妻子的同意（佳能十六）。
堂兄弟之间的婚姻也是被禁止的。